# 原田將太郎
原田將太郎（日語：原田 将太郎，4月23日—），日本漫畫家。出身於兵庫縣神戶市。大阪藝術大學藝術學部設計學系畢業。目前作為同人作家的活動較多。其中《D4公主朵莉絲》曾被改編成動畫。

## 人物、風格
其繪畫風格是簡單而強烈的對比，就像動畫畫風一樣。特別是許多女性角色都有獨特的表情和行為。
在其連載的扉頁附近必定加上落款屬名。
街機遊戲雜誌《GAMEST》的吉祥物角色是原田在讀者時期參加公開募集中採用的角色。
與冰川碧流有不錯的交情，在原田的同人展中，大多數的場合是與冰川進行對話。

## 作品列表
- 777新戰士（《月刊Comic電擊大王》）
- D4公主朵莉絲（《月刊Comic電擊大王》1998年－2000年）
- 美少女學園征服記（《月刊Comic電擊大王》2006年9月號－2007年11月號）
- 宣傳漫畫「鎮守府通信」（《Fami通 Comic Clear（日语：ファミ通コミッククリア）》2013年7月9日－）

## 腳註

## 外部連結
- （日語）－原田將太郎的官方個人網站。
- 原田將太郎的X（前Twitter） （日語）